# Edzard Hobbing
Edzard Franz Hobbing (* 14. Mai 1909 in Friedenau bei Berlin; † 25. Mai 1974 in Heidelberg) war ein deutscher Bildhauer.

## Leben
Edzard Hobbing war Sohn des Verlegers Reimar Hobbing und der Kaufmannstochter Marianne Buresch.
Hobbing absolvierte von 1928 bis 1930 eine Steinmetz-Lehre bei Fritz Klimsch. Danach studierte er an der Vereinigten Staatsschule für freie und angewandte Kunst Berlin beim Bildhauer Wilhelm Gerstl, 1936 legte er seine Meisterschülerprüfung ab. Es folgten ein Studienaufenthalt in Paris und ein Studium an der Preußischen Akademie der Künste Berlin als Meisterschüler von Richard Scheibe.

1939 erhielt er das Rom-Stipendium der Deutschen Akademie Villa Massimo, wurde jedoch zum Kriegsdienst eingezogen. Nach seiner Rückkehr 1945 arbeitete er als Mitarbeiter der Bauhütte Heiliggeist in Heidelberg. Ab 1949 lebte er bis zu seinem Tod als freischaffender Künstler in Heidelberg, wo er ein eigenes Atelier betrieb. Von 1960 bis 1961 erhielt er erneut das Stipendium der Deutschen Akademie Villa Massimo in Rom. 1974 verstarb der Künstler in Heidelberg.

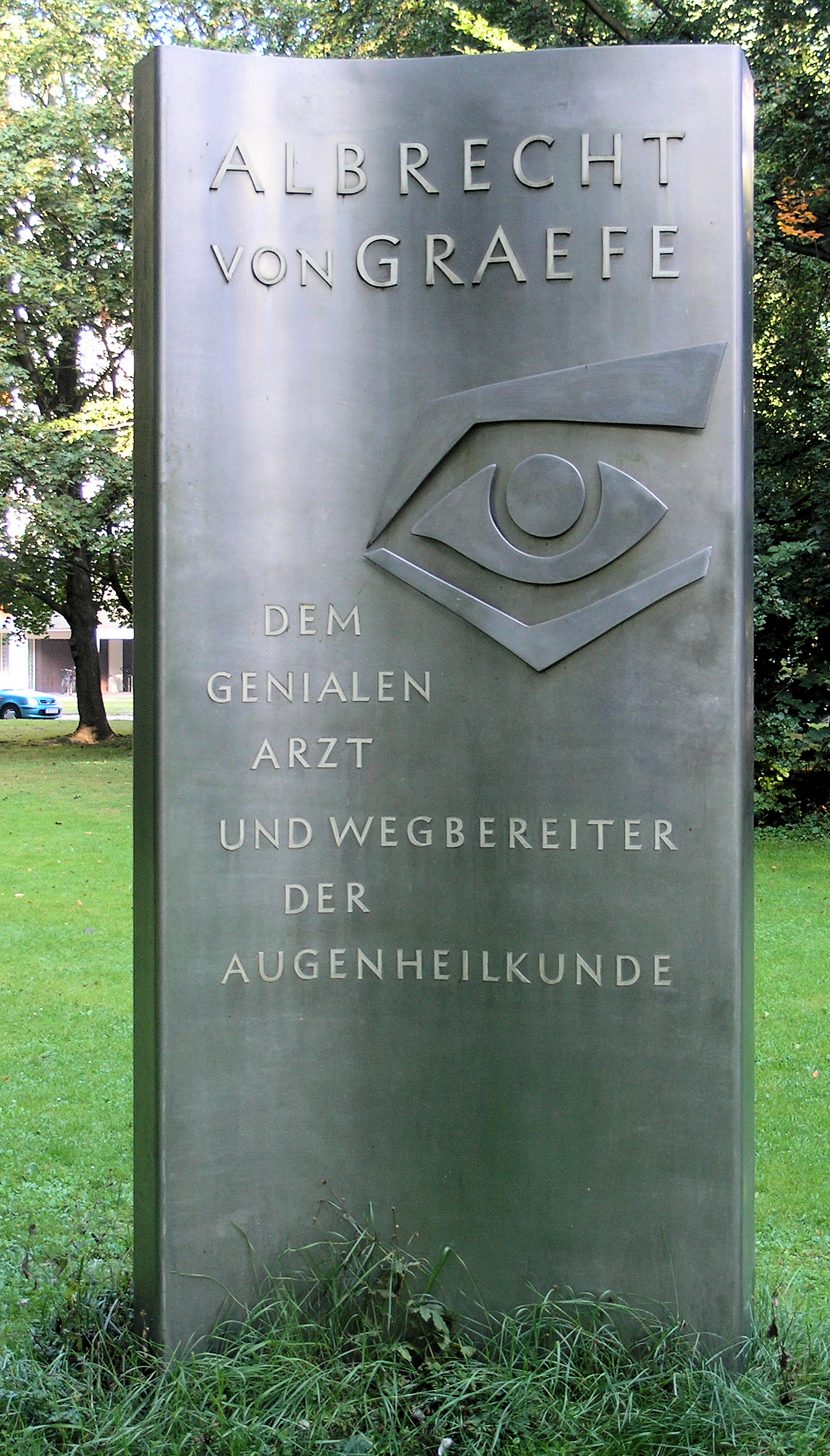
Denkmal für Albrecht von Graefe von Edzard Hobbing

## Werke (Auswahl)
- Grabmal von Gustav Hartung, Bergfriedhof Heidelberg (1946)[10]
- Heiliggeistkirche Heidelberg: Altar (1949), Tympanon (1957), Taufbecken (1967)[11][12]
- Grabmal von Fritz Cahn-Garnier, Hauptfriedhof Mannheim (1950)[13]
- Ehrenmal für die Toten beider Weltkriege (kniende weibliche Figur) vor der Auferstehungskirche Pfaffengrund, Heidelberg (1954)[11]
- Gipsfigur Sitzende (1955)[3]
- Engelsrelief am Wartturm in Weingarten (1956)
- Bronzebüste von Alfred Weber (1962)[3]
- Porträt von Richard Scheibe[14]
- Denkmal für Albrecht von Graefe, Händelallee, Berlin-Hansaviertel (1970)[15]